# Mount Sidley
Der Mount Sidley ist ein erloschener Schildvulkan nordöstlich des Mount Waesche und mit 4181 m der höchste Berg im Marie-Byrd-Land in Westantarktika.
Der Vulkan ist ein ausgedehnter, größtenteils schneebedeckter Berg und der höchste und eindrucksvollste der fünf erloschenen Vulkane, welche die Executive Committee Range bilden. Er entstand vor ungefähr 5,7–4,2 Mio. Jahren. Der Gipfel ist geprägt von einer spektakulären Caldera, einem trogförmigen Einsturzkrater.
Der Berg wurde vom US-amerikanischen Polarforscher Richard Evelyn Byrd während eines Überfluges mit dem Flugzeug am 18. November 1934 im Rahmen seiner zweiten Antarktisexpedition (1933–1935) entdeckt. Der Vulkan trägt den Namen von Mabelle Emma Sidley (1877–1938), der Tochter des Unternehmers William Horlick (1846–1936), Geldgeber dieser Forschungsreise.
Die erste dokumentierte Besteigung erfolgte im Januar 1990 durch den Neuseeländer Bill Atkinson.